# Greenlawn
Greenlawn – jednostka osadnicza i miejscowość spisowa w hrabstwie Suffolk, w stanie Nowy Jork, w Stanach Zjednoczonych, założona w 1868 roku jako Old Fields. Znajduje się na wyspie Long Island, w pobliżu miasta Huntington. Ludność wynosiła ponad 13 tysięcy mieszkańców, według raportu z 2010 roku. Studenci uczęszczają głównie do Harborfields High School.